# Libre (Film)
Libre (internationaler englischer Titel Freedom) ist ein französischer Spielfilm aus dem Jahr 2024 von Regisseurin Mélanie Laurent, die gemeinsam mit Christophe Deslandes das Drehbuch schrieb. Der Film basiert auf der wahren Geschichte von Bruno Sulak (1955–1985), einem ehemaligen Soldaten der französischen Fremdenlegion. Auf Prime Video wurde der Gangsterfilm am 1. November 2024 veröffentlicht.

## Handlung
Bruno Sulak ist ein Verbrecher im Frankreich der späten 1970er- und frühen 1980er-Jahre. Seine Raubüberfälle führt er durch, ohne einen einzigen Schuss abzugeben.
Nachdem er von Polizeikommissar George Moréas festgenommen wird, bricht Sulak aus dem Gefängnis aus. Zusammen mit seiner Geliebten Annie liefert sich Sulak ein Katz-und-Maus-Spiel mit der Polizei.

## Besetzung und Synchronisation
Die deutschsprachige Synchronisation übernahm die EVA Studios Germany GmbH. Dialogregie führte Jürgen Wilhelm, der auch das Dialogbuch schrieb.
| Rolle          | Darsteller          | Synchronsprecher     |
| -------------- | ------------------- | -------------------- |
| Annie Bragnier | Léa Luce Busato     | Muriel Bielenberg    |
| Belina         | David Ayala         | Christian Gaul       |
| Bruno Sulak    | Lucas Bravo         | Dennis Herrmann      |
| Drago          | Steve Tientcheu     | Dennis Schmidt-Foß   |
| George Moréas  | Yvan Attal          | Marcus Off           |
| Insp. Perez    | Arnaud Guy          | Christoph Banken     |
| Insp. Sud      | Jean-Philippe Ricci | Alexander Doering    |
| Jean-Louis     | Slimane Dazi        | Hanns Jörg Krumpholz |
| Marika         | Léo Chalié          | Leonie Dubuc         |
| Nicole         | Axelle Simon        | Antje Thiele         |
| Patrick        | David Murgia        | Jan Makino           |
| Steve          | Radivoje Bukvić     | Florian Hoffmann     |
| Tonio          | Alexandros Giannou  | Jan Andreesen        |
| Brigitte       |                     | Isabelle Höpfner     |
| Richter        |                     | Axel Strothmann      |

## Produktion und Hintergrund
Produziert wurde der Film von der französischen Légende Films (Produzent Alain Goldman) und Pitchipoï Productions unter dem Arbeitstitel Sulak.
Dreharbeiten fanden ab September 2023 in Compiègne im dortigen früheren Gefängnis statt. Im Oktober 2023 wurde in Le Broc, Menton und Èze gedreht. Die Kamera führte Stéphane Vallée, das Kostümbild gestaltete Corinne Bruand. Die Montage verantwortete Audrey Simonaud.

## Rezeption
Oliver Armknecht vergab auf film-rezensionen.de sechs von zehn Punkten. Der Film sei hübsch bis stylisch und lebe von einem charismatischen Lucas Bravo. Man sollte aber weder Tiefgang noch Hochspannung erwarten, sondern sich mit schicker, atmosphärischer Unterhaltung begnügen. Die Kritikererin von Sortir à Paris schreibt: „Ein empathisches und leichtes Biopic, von den Höhen bis zum Fall dieses außergewöhnlichen Bankräubers, der auf der Suche nach Freiheit ist.“